# Behind the Bridge to Elephunk
Behind the Bridge to Elephunk – pierwszy oficjalnie wydany DVD amerykańskiej grupy The Black Eyed Peas. Wydanie zawiera teledyski zespołu do singlowych i nie singlowych piosenek z lat 1997-2004. Nazwa wideo powstała od kombinacji trzech pierwszych płyt zespołu.

## Informacje o DVD
Teledysk do "The Boogie That Be", nagrano przed dołączeniem do zespołu Fergie, i dlatego nie występuje ona w wideoklipie. Wydanie zawiera również opcję Jukebox, która może odtwarzać teledyski w losowej kolejności non-stop.

## Lista
- Elephunk

1. "Let’s Get It Started"
2. "Hey Mama"
3. "Shut Up"
4. "Where Is the Love?"

- Bridging the Gap

1. "BEP Empire"
2. "Weekends"
3. "Get Original"
4. "Request + Line"

- Behind the Front

1. "Fallin' Up/¿Que Dices?"
2. "Joints & Jam"
3. "Karma"
4. "What It Is"
5. "Head Bobbs"

### Bonusy
1. Discover Hip-Hop
2. Making of "Where Is the Love?"
3. Making of "Shut Up"
4. Making of "Hey Mama"
5. "Shut Up" live at the Big Day Out
6. "The Boogie That Be" (music video)
7. Photo Gallery